# 木澤景
木澤 景（きざわ けい、1979年 - ）は、日本の哲学者（倫理学・日本倫理思想史）。学位は博士（文学）（東京大学・2016年）。静岡県立大学国際関係学部准教授・大学院国際関係学研究科准教授。

## 概要
倫理学や日本倫理思想史を専攻する哲学者である。叡山浄土教と日本文化に関する研究などで知られている。多くの教育・研究機関にて非常勤講師として教鞭を執ったのち、静岡県立大学に常勤の教員として採用され、後進の育成に努めた。

## 来歴

### 生い立ち
1979年（昭和54年）に生まれ。東京大学に進学し、文学部の思想文化学科で学んだ。思想文化学科においては、倫理学専修課程に在籍した。2003年（平成15年）3月、東京大学を卒業した。その後、東京大学の大学院に進学し、人文社会系研究科の基礎文化研究専攻で学んだ。基礎文化研究専攻においては倫理学専門分野に在籍し、僧侶の源信が著した『往生要集』について研究した。在学中は哲学者の菅野覚明から指導を受け、「総合の行としての念仏――《往生要集》の思想」と題した修士論文を執筆した。2008年（平成20年）3月、東京大学の大学院における修士課程を修了した。それに伴い、修士の学位を取得した。2013年（平成25年）3月には博士課程を単位取得退学している。なお、修士論文と同じく「総合の行としての念仏――《往生要集》の思想」と題した博士論文を執筆したことから、2016年（平成28年）3月3日に博士（文学）の学位を取得した。

### 研究者として
大学院生として学ぶ傍ら、複数の教育・研究機関の職を兼任していた。2011年（平成23年）4月から2020年（令和2年）3月にかけて、国士舘が設置・運営する国士舘大学に非常勤で勤務し、文学部の講師を務めていた。また、2012年（平成24年）4月から2020年（令和2年）3月にかけては、県と同名の公立大学法人により設置・運営される静岡県立大学に非常勤で勤務し、国際関係学部の講師を務めた。さらに、2012年（平成24年）4月から2019年（令和元年）9月にかけて、同名の国立大学法人により設置・運営されるお茶の水女子大学に非常勤で勤務し、文教育学部の講師を務めていた。
大学院の博士課程を単位取得退学して以降も、複数の教育・研究機関の職を兼任していた。2013年（平成25年）4月から2020年（令和2年）3月にかけては、同名の学校法人により設置・運営される東京理科大学に非常勤で勤務し、工学部の第一部の講師を務めた。さらに、2013年（平成25年）4月から2020年（令和2年）3月にかけて、智香寺学園が設置・運営する埼玉工業大学に非常勤で勤務し、人間社会学部の講師を務めていた。
博士号を取得して以降も、複数の教育・研究機関の職を兼任していた。2018年（平成30年）4月から2020年（令和2年）3月にかけては、同名の学校法人により設置・運営される東洋大学に非常勤で勤務し、文学部の講師を務めた。2019年（平成31年）4月から2020年（令和2年）3月にかけては、放送大学学園が設置・運営する放送大学に非常勤で勤務し、埼玉学習センターの講師を務めた。さらに、2019年（令和元年）5月から2020年（令和2年）3月にかけて、共立女子学園が設置・運営する共立女子大学に非常勤で勤務し、文芸学部の講師を務めた。
2020年（令和2年）4月からは静岡県立大学に常勤で勤務することになり、国際関係学部の准教授に昇任した。国際関係学部においては、主として国際言語文化学科の日本研究プログラムの講義を担当した。また、静岡県立大学の大学院においても、国際関係学研究科の准教授を兼務することになった。国際関係学研究科においては、主として比較文化専攻の日本文化分野の講義を担当した。

## 研究
専門は哲学であり、倫理学や日本倫理思想史といった分野を研究していた。大学院生の頃は源信の『往生要集』について研究していた。その後、叡山浄土教と日本文化のかかわりについての研究に従事していた。また、日本人の真理観と、その習得法にかかわる研究に従事していた。そのほか、日本の「心」に関する研究に従事していた。学術団体としては、日本倫理学会、日本思想史学会、比較思想学会、などに所属していた。

## 略歴
- 1979年 - 誕生。
- 2003年 - 東京大学文学部卒業[4]。
- 2008年 - 東京大学大学院人文社会系研究科修士課程修了[4]。
- 2011年 - 国士舘大学文学部講師[3]。
- 2012年 - 静岡県立大学国際関係学部講師[3]。
- 2012年 - お茶の水女子大学文教育学部講師[3]。
- 2013年 - 東京大学大学院人文社会系研究科博士課程単位取得退学[4]。
- 2013年 - 東京理科大学工学部第一部講師[3]。
- 2013年 - 埼玉工業大学人間社会学部講師[3]。
- 2018年 - 東洋大学文学部講師[3]。
- 2019年 - 放送大学埼玉学習センター講師[3]。
- 2019年 - 共立女子大学文芸学部講師[3]。
- 2020年 - 静岡県立大学国際関係学部准教授[3]。
- 2020年 - 静岡県立大学大学院国際関係学研究科准教授。

## 著作
註釈、校訂、等
- 山本常朝『葉隠 新校訂 全訳注』上中下、講談社学術文庫、2017 - 2018年
菅野覚明（代表）、栗原剛、菅原令子 と訳注・校訂
上：ISBN 9784062924481、中：ISBN 9784065116425、下：ISBN 9784065138021

### 註釈
1. ↑  東京大学は、国立大学として国立大学法人に移管されている。

## 関連人物
- 菅野覚明
- 源信 (僧侶)

- 哲学
- 倫理学
- 思想史
- 浄土教
- 往生要集